# Филип (Золмс-Браунфелс)
Вижте пояснителната страница за други личности с името Филип.
Филип фон Золмс-Браунфелс (на немски: Philipp von Solms-Braunfels; * 23 февруари 1494; † 11 февруари 1581 в Хунген) от Дом Золмс е граф на Золмс-Браунфелс.
Той е най-възрастният син на граф Бернхард III фон Золмс-Браунфелс (1468 – 1547), господар на Мюнценберг, императорски съветник, и съпругата му Маргарета фон Хенеберг-Шлойзинген (ок. 1475 – 1510), дъщеря на граф Вилхелм III фон Хенеберг-Шлойзинген (1434 – 1482) и принцеса Маргарета фон Брауншвайг-Волфенбютел (1451 – 1509), дъщеря на херцог Хайнрих II фон Брауншвайг-Люнебург (1411 – 1473) и принцеса Хелена фон Клеве (1423 – 1471), дъщеря на херцог Адолф II.
Граф Филип строи през 1574 г. кула със стълби на дворец Хунген.

## Фамилия
Филип се жени през 1530 г. в Хунген за графиня Анна фон Текленбург (* ок. 1510; † 27 ноември 1554), дъщеря на Ото VIII фон Текленбург и Ирмгард фон Ритберг.. Те имат децата:
- Урсула (1535 – 1585), омъжена 1577 г. за граф Волфганг фон Изенбург-Ронебург-Бюдинген в Келстербах (1533 – 1596)
- Ирменгард (1536 – 1577), омъжена 1577 г. за граф Филип II фон Изенбург-Бюдинген в Бирщайн (1526 – 1596)
- Анна (1538 – 1565), омъжена 1559 г. за граф Лудвиг I фон Сайн-Витгенщайн (1532 – 1605)
- Конрад (1540 – 1592), граф на Золмс-Браунфелс, женен 1559 г. за графиня Елизабет фон Насау-Диленбург (1542 – 1603), дъщеря на граф Вилхелм I „Богатия“ фон Насау-Диленбург
- Маргарета (1541 – 1594), омъжена 1557 г. за граф Ернст I фон Золмс-Лих (1527 – 1590)

От неизвестна жена той има дъщерята:
- Юлиана фон Золмс († 1602), омъжена 1545 г. за Ото Мюнх